# Chaetosciara joffrei
Chaetosciara joffrei là một ruồi trong họ Sciaridae, thuộc chi Chaetosciara. Loài này được Pettey miêu tả khoa học đầu tiên năm 1918.